# فابريسيو أوخيدا

ملصق عربي لأوخيدا

ولد المناضل اليساري الفنزويلي فابريسيو أوخيدا في كاراكاس عام 1929 وكان سياسياً ثورياً ينتمي للتيار الشيوعي الثوري المسلح كان يعمل صحافياً في صحيفة الأمة «ايل ناسيونال» وكان مناهضاً لنظام الديكتاتور ماركوس بيريز خيمينيز مؤسس الاتحاد الديموقراطي الجمهوري الموالي للولايات المتحدة .

## نشاطه السياسي
سافر إلى كوبا بعد انتصار الثورة فيها على باتيستا وبعد عودته قام بتأسيس مجموعات ثورية مسلحة للتحرير الوطني وهي منبثقة من الشيوعيين الفنزويليين كحزب الثورة الفنزويلي والحزب الشيوعي الفنزويلي وأعلن استمرار التحرر الوطني على خطى سيمون بوليفار ومسلحاً بالفكر الماركسي اللينيني الثوري على غرار ثوار أمريكا اللاتينية مثل تشي جيفارا والرئيس غونزالو وغيرهم.
وأطلق حرب العصابات من أجل ما وصفه بإتمام تحرير فنزويلا من العمالة والتبعية للولايات المتحدة وإتمام مهام سيمون بوليفار وقادة التحرر في أمريكا اللاتينية اعتقل عام 1962 وحكم بالسجن لمدة 18 عاماً ولكنه هرب من السجن وأصيب في كاحله أثناء هربه من السجن.

## اغتياله
أعتقل مرة أخرى عام 1966 في كاركاس قامت السلطات العميلة بإعدامه وأدعت أنه عثر عليه مشنوقاً في زنزانته منتحراً.
أسس أوخيدا في فنزويلا نهجاً ثورياً كان له الأثر البالغ في تطور حركة التحرر الوطني الفنزويلي التي أدت إلى الثورة البوليفارية الاشتراكية وأسست لنهج يساري انتشر في كل أمريكا اللاتينية.